# تشال قرو (زاز الغربي)
تشال قرو (بالفارسية: چل غرو) هي قرية تقع في إيران في قسم زاز الغربي الریفي. يقدر عدد سكانها بـ 56 نسمة .